# Stefan Koniecpolski
Stefan Koniecpolski herbu Pobóg (zm. 1629) – rotmistrz husarii, pułkownik wojsk koronnych.

## Życiorys
Urodził się w szlacheckiej rodzinie Koniecpolskich herbu Pobóg, jego ojcem był Andrzej, kasztelan połaniecki. Matka, Anna, pochodziła z rodu Ligięzów.
Wziął udział w wojnie polsko-tureckiej 1620-1621. Wyróżnił się w czasie bitwy pod Chocimiem. W 1621 uzyskał nominację na kasztelana połanieckiego, z niewiadomych przyczyn urzędu jednak nie objął.
Na wojnę ze Szwecją (1626–1629), o Pomorze i Prusy Książęce, stanął na czele własnej chorągwi husarskiej, jako pułkownik dowodził w walkach większymi oddziałami jazdy koronnej. Był podkomendnym hetmana Stanisława Koniecpolskiego, z którym był spokrewniony.

## Rodzina
Poślubił Mariannę z Daniłowiczów, córkę wojewody ruskiego. Z tego związku synowie: Andrzej, Aleksander, Stanisław Franciszek oraz córka, zmarła w wieku dziecięcym.
Zmarł w 1629, został pochowany w Przecławiu. Jego żona zmarła w 1649, spoczęła obok męża.